# Kertészsziget
Kertészsziget là một thị trấn thuộc hạt Békés, Hungary. Thị trấn này có diện tích 39,11 km², dân số năm 2010 là 391 người, mật độ 10 người/km².